# Dongyangosaurus
Dongyangosaurus là một chi khủng long, được Lü Azuma Chen R. Zheng W. & Jin X. mô tả khoa học năm 2008.